# Serra tico-tico

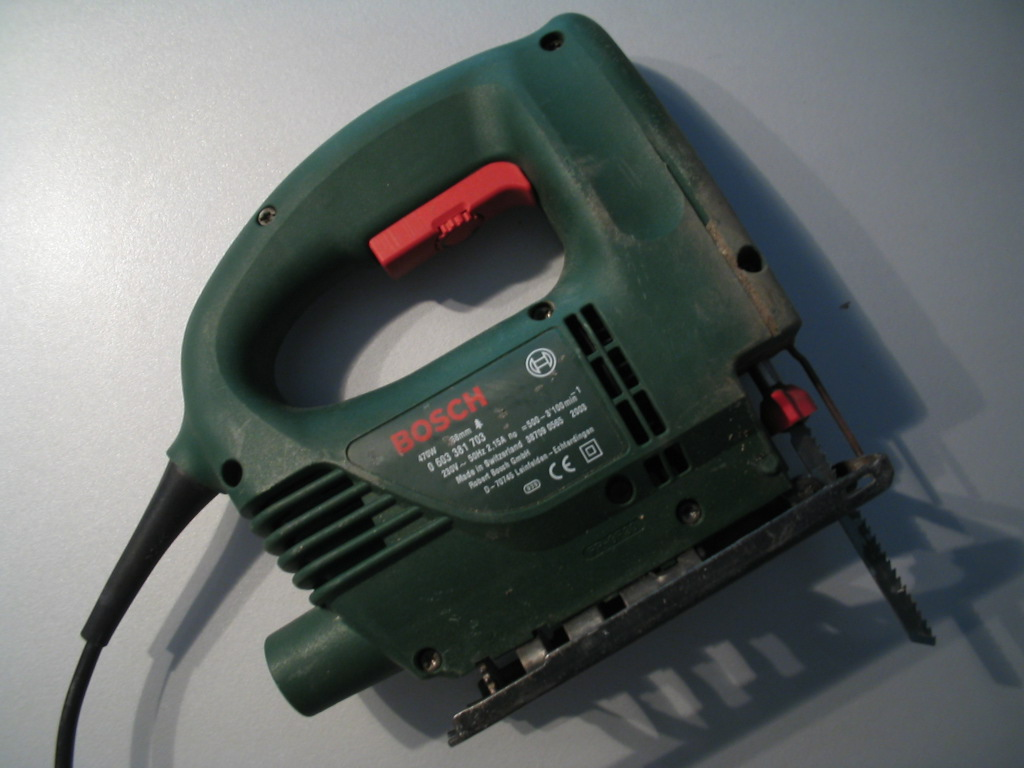
Uma tico-tico manual doméstica simples.

Serra tico-tico (também conhecida como serra de vaivém ou serra de recortes) é um tipo de ferramenta elétrica que, efetuando movimentos de vaivém com pequenas serras, proporciona ao utilizador condições de realizar cortes detalhados e em curva. Pode ser de bancada (fixa) ou manual (livre) e cortar materiais diversos como madeira, plástico ou metais (alumínio, chapas de aço, etc.).
Faz, assim como outras ferramentas, o trabalho que em marcenaria chama-se recortar - significando dar ao objeto trabalhado contornos complicados.

## Histórico
Sua evolução das serras primitivas deveu-se à necessidade dos carpinteiros de realizarem trabalhos pequenos e detalhados, e mais adiante para a realização de curvas bem pequenas - inicialmente para a fabricação de rodas para carroças, em que o corte circular deve ser feito no interior da peça: com o arco da serra tico-tico bem alto a partir da base, sua lâmina proporciona o corte sem que seja necessário girar-se a serra.
Embora sua força motriz atual seja a eletricidade, a tico-tico era a serra usada para a confecção da marchetaria boulle já no século XVII.

## Precisão e usos

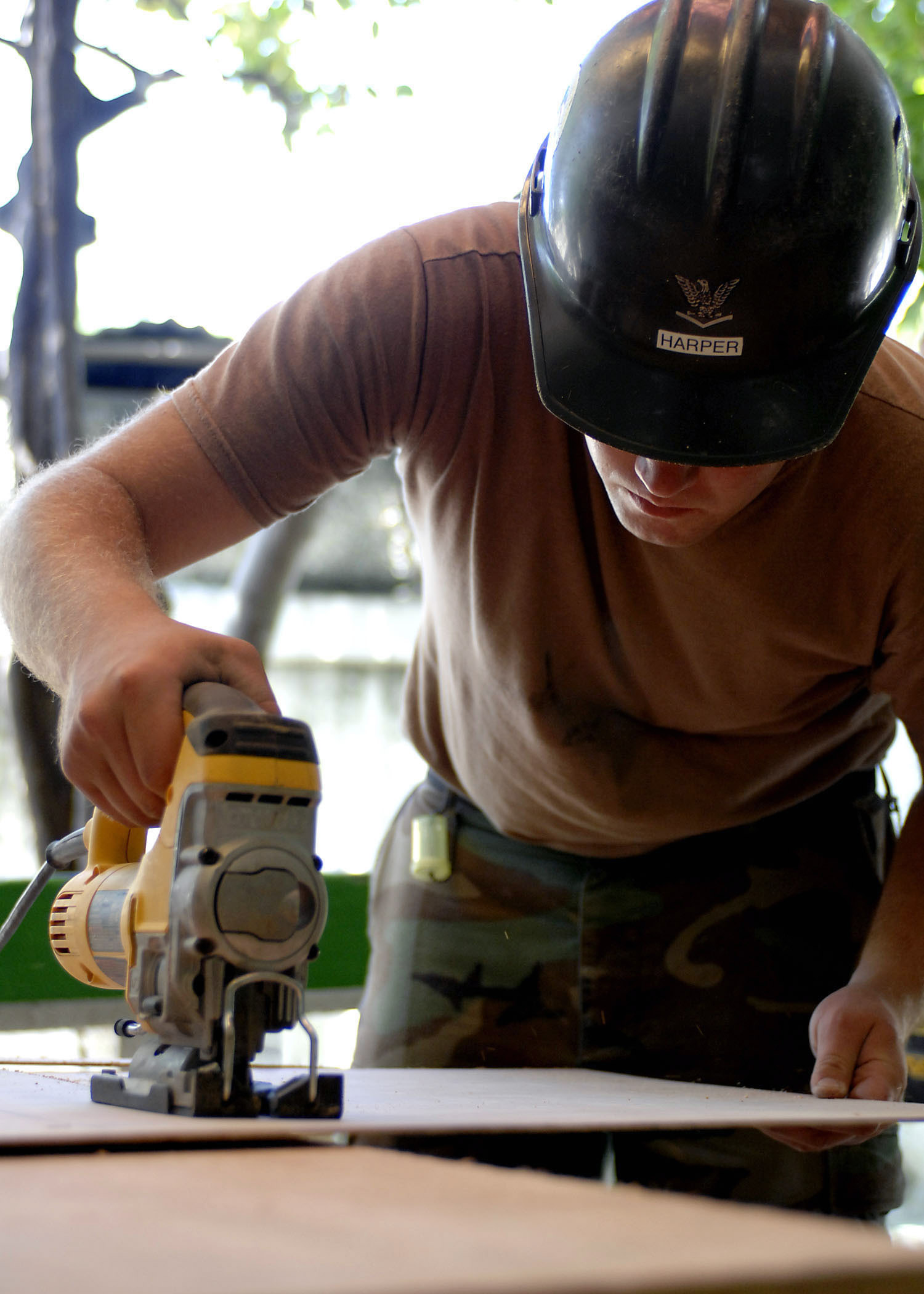
Operário usando uma tico-tico manual.

Serras deste tipo são geralmente usadas para o corte de lâminas de pequena espessura; marcas mais potentes, contudo, podem permitir um trabalho em materiais mais grossos. O corte, contudo, não é muito preciso e com limitação na curva. Usada geralmente para o corte de compensados e tábuas de madeira, numa espessura máxima de 65 mm.; para metais usam-se lâminas de serra especiais.
Serras tico-tico de bancada permitem ampliar o uso e a precisão da ferramenta, com incrementação das aberturas para a lâmina, inclinação do ângulo de corte e/ou corte de pedaços de madeira, por exemplo, com maior largura e formato diverso do de placas.

## Trabalho

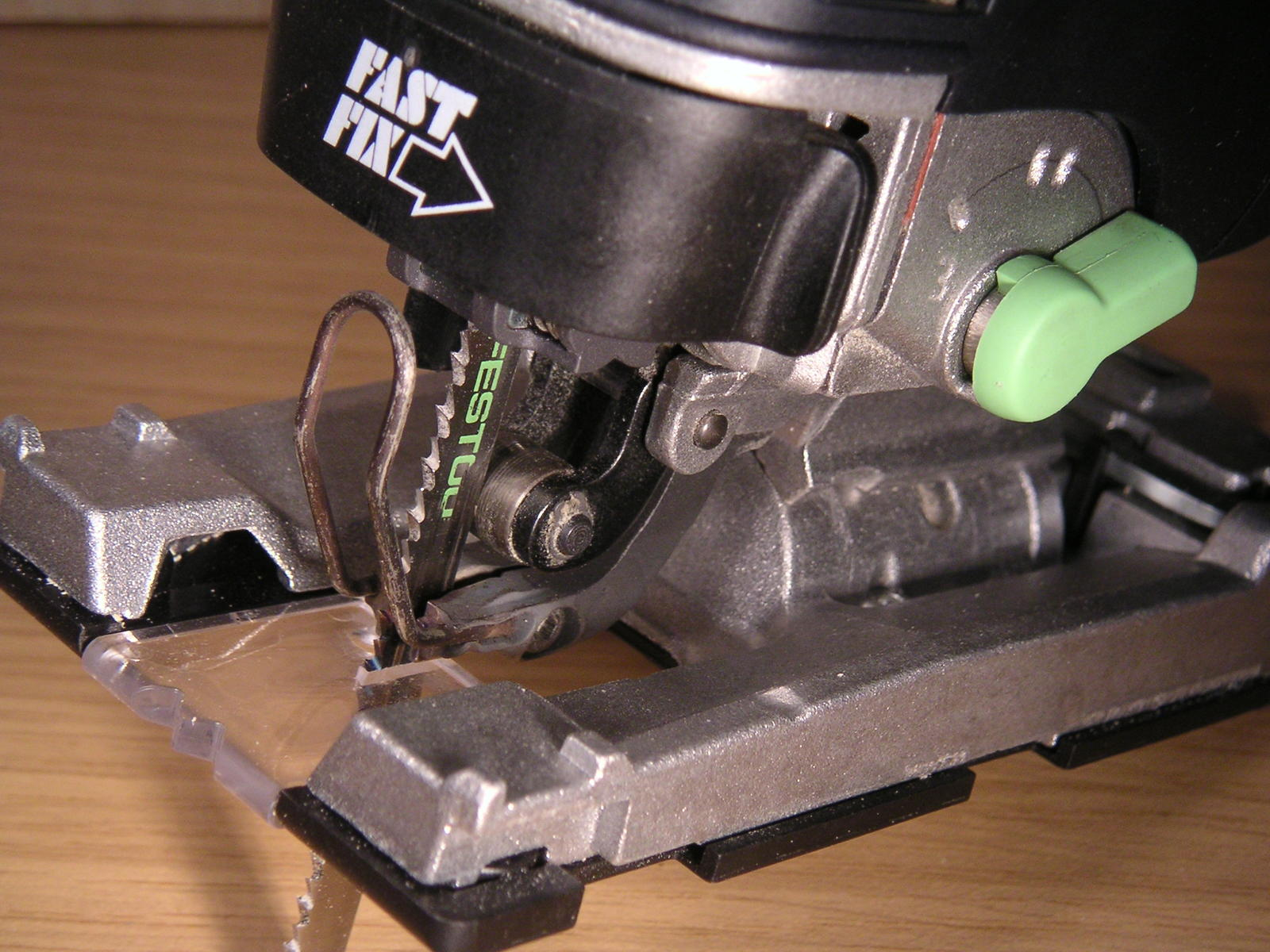
Detalhe do local onde a lâmina da serra é presa.

Para começar seu uso deve-se, primeiramente, abrir um furo na peça a ser trabalhada - que é onde será introduzida a lâmina (serra), cujo diâmetro deve ser suficiente para permitir a introdução da serra.